# Valea Viilor
Valea Viilor (deutsch Wurmloch, siebenbürgisch-sächsisch Wormlich, ungarisch Nagybaromlak) ist eine Gemeinde im Kreis Sibiu in der Region Siebenbürgen in Rumänien.
Der Ort ist auch bekannt unter den früheren rumänischen Bezeichnungen Vorumloc oder Vurmloc und der ungarischen Baromlaka.

## Geographische Lage

Lage der Gemeinde Valea Viilor im Kreis Sibiu

Valea Viilor liegt im nördlichen Teil des Kreises Sibiu. Am Fluss Vorumloc – einem Zufluss der Târnava Mare (Große Kokel) – befindet sich die Gemeinde in einer hügeligen Landschaft des Kokeltals. An der Kreisstraße (Drum județean) DJ 142G liegt der Ort 6 Kilometer südlich der Kleinstadt Copșa Mică; die Kreishauptstadt Sibiu (Hermannstadt) liegt etwa 50 Kilometer südlich von Valea Viilor entfernt.

## Geschichte
Valea Viilor, ursprünglich Vorumloc, wurde (nach unterschiedlichen Angaben) erstmals unter der ungarischen Bezeichnung Baromlak 1224 oder 1305, als der ungarische Graf Apafi das Dorf seinem Sohn Gregor vererbte, urkundlich erwähnt. Das zunächst in Adelsbesitz befindliche siebenbürgisch-sächsische Hörigendorf konnte sich später dem Mediascher Stuhl anschließen und somit frei werden. Bis 1964 wurde der Ort in Rumänien unter der vom Deutschen abgeleiteten Bezeichnung Vorumloc geführt, anschließend in „Valea Viilor“ (deutsche Bedeutung: Tal der Weingärten) umbenannt.

## Bevölkerung
Die Bevölkerung der Gemeinde entwickelte sich wie folgt:
| Volkszählung | Volkszählung | Ethnische Zusammensetzung | Ethnische Zusammensetzung | Ethnische Zusammensetzung | Ethnische Zusammensetzung |
| Jahr         | Bevölkerung  | Rumänen                   | Ungarn                    | Deutsche                  | Andere                    |
| ------------ | ------------ | ------------------------- | ------------------------- | ------------------------- | ------------------------- |
| 1850         | 1.161        | 573                       | 8                         | 1.144                     | 236                       |
| 1900         | 2.061        | 669                       | 19                        | 1.373                     | -                         |
| 1941         | 2.607        | 795                       | 21                        | 1.666                     | 125                       |
| 1977         | 2.869        | 1.317                     | 14                        | 1.500                     | 28                        |
| 1992         | 1.915        | 1.670                     | 31                        | 112                       | 102                       |
| 2002         | 2.008        | 1.922                     | 46                        | 21                        | 19                        |
| 2021         | 1.962        | 1.562                     | 15                        | 9                         | 376 (225 Roma)            |

Die höchste Einwohnerzahl auf dem Gebiet der heutigen Gemeinde wurde 1977 ermittelt, die der Rumänen 2002, der Deutschen 1941, der Ungarn 2002 und die der Roma 1850. Während auf dem Gebiet der Gemeinde seit den Volkszählungen von 1850 bis 1941 etwa doppelt so viele Deutsche wie Rumänen lebten, wohnten im Dorf Valea Viilor selbst bis etwa 1941 etwa zu gleichen Teilen Siebenbürger Sachsen und Rumänen. Seit der Massenauswanderung der Siebenbürger Sachsen von 1992 leben hier fast durchweg Rumänen.

## Sehenswürdigkeiten
- Die Kirchenburg von Wurmloch erbaut im 14. Jahrhundert, wurde 1999 in die Liste des UNESCO-Weltkulturerbes aufgenommen.[7]
- Die Büste von Marțian Negrea (1893–1973), einem rumänischen Komponisten in Vorumloc geboren, wurde 2003 errichtet.

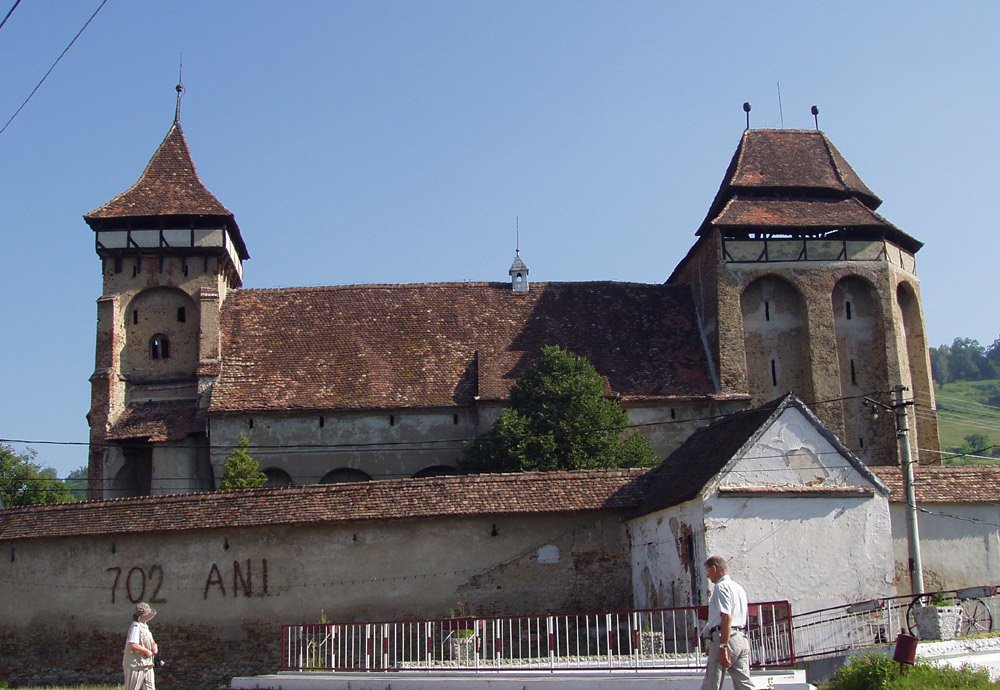
Die Wehrkirche der Kirchenburg
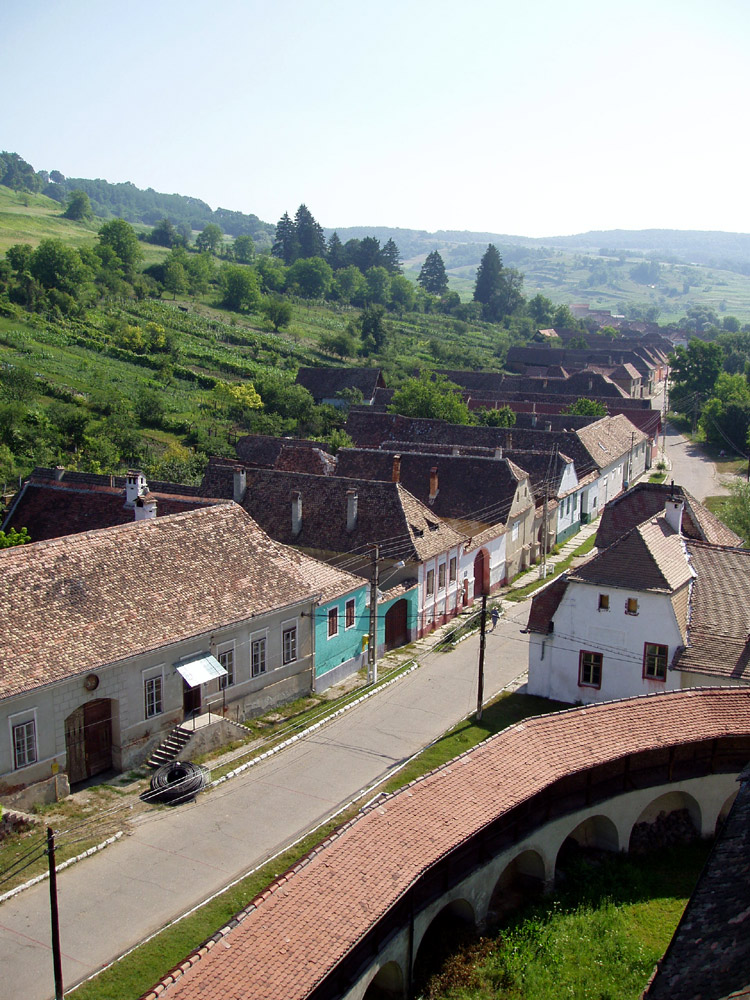
Sicht auf Wurmloch (vom Kirchturm)
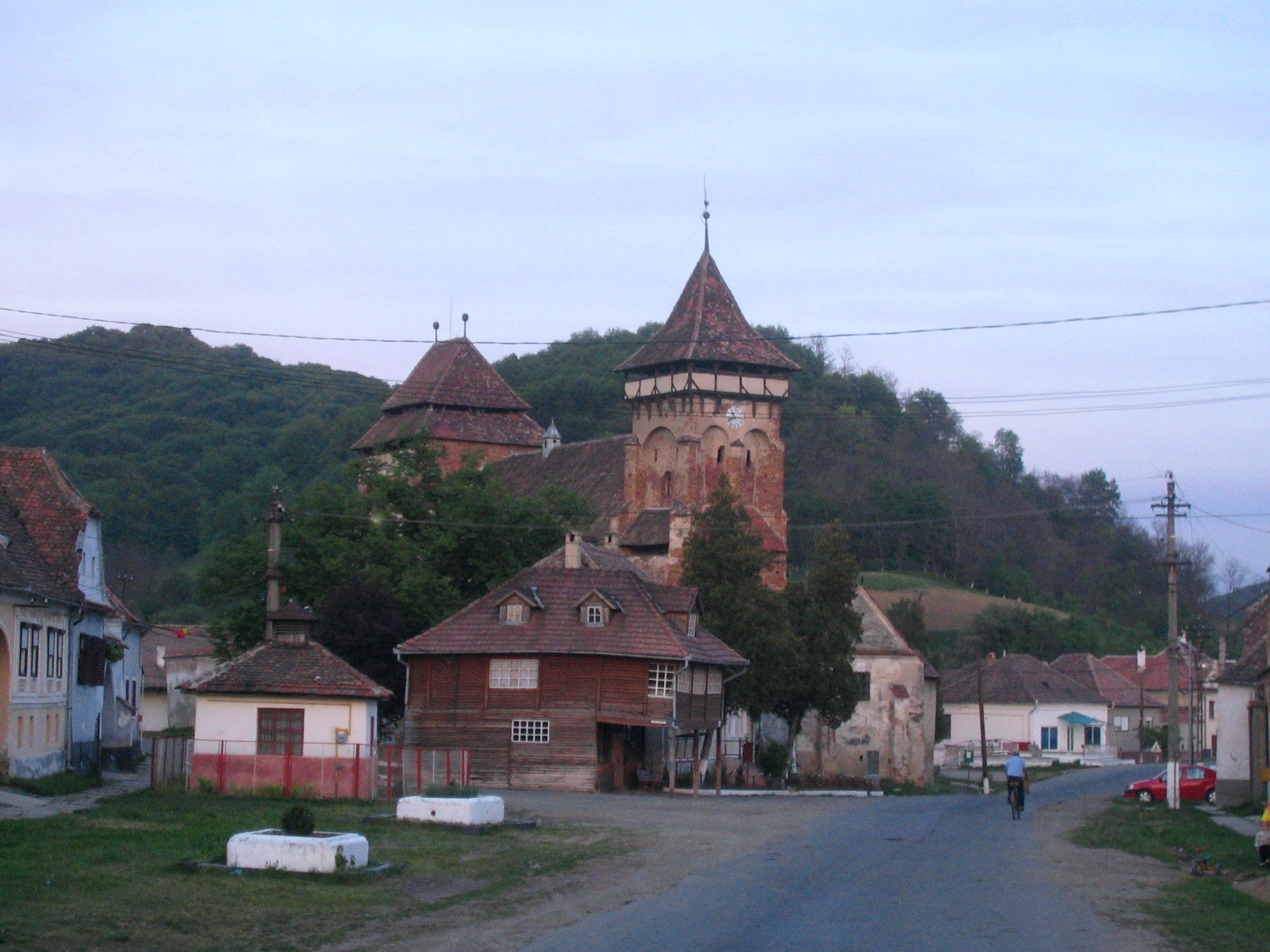
Das Zentrum Wurmlochs und die Kirchenburg
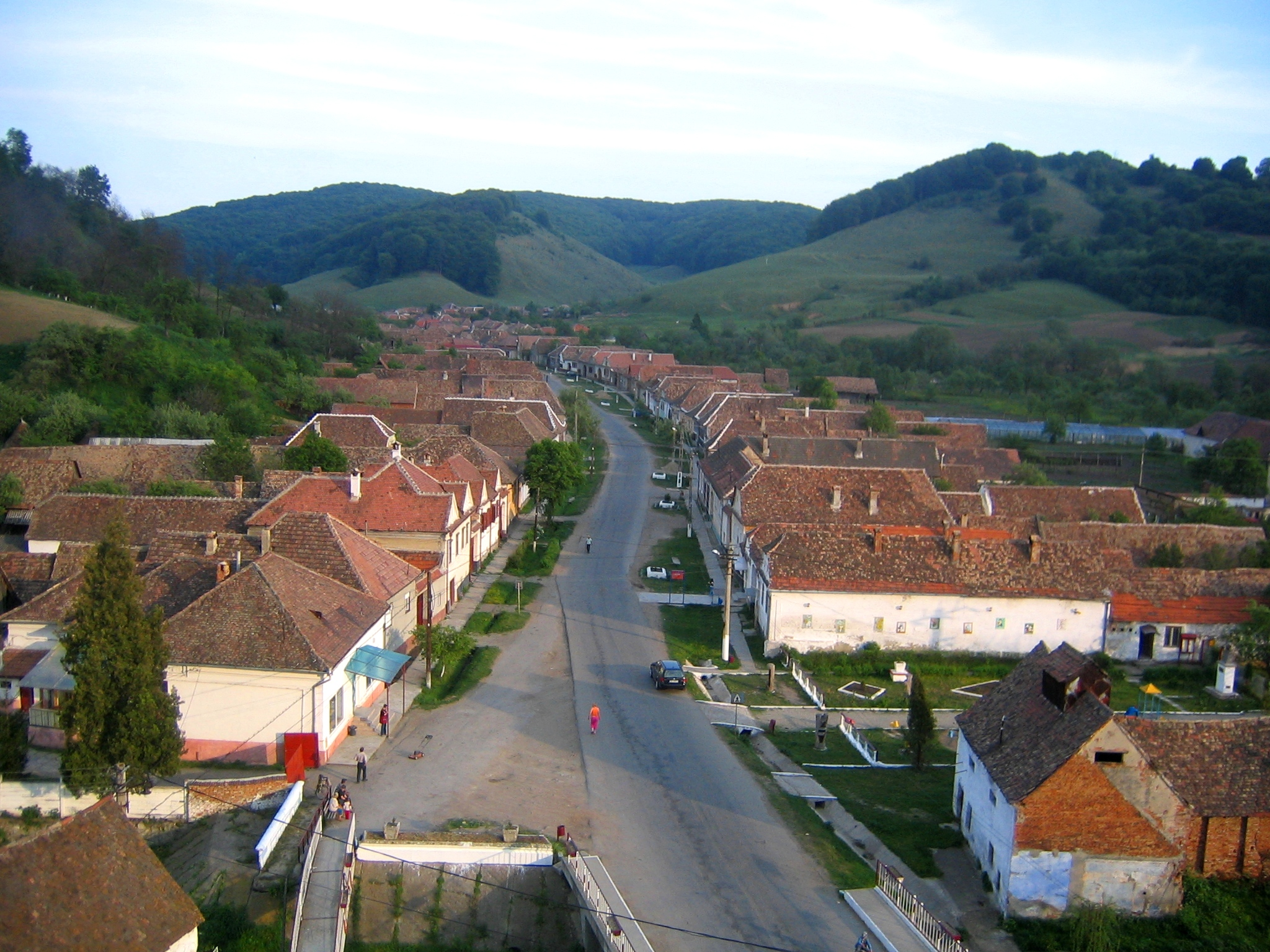
Sicht auf Wurmloch (vom Kirchturm)